# Santa Eulàlia del Papiol
Santa Eulàlia del Papiol és l'església parroquial del Papiol i és inclosa a l'Inventari del Patrimoni Arquitectònic de Catalunya. És la zona del nucli antic de la vila, concretament de l'anomenada plaça de l'Església.

## Descripció
L'edifici és de tres naus. Les laterals són més aviat estretes i estan capçades per absidioles poligonals. La central, en canvi, és d'absis semicircular. La separació entre els tres elements ve donada per pilastres amb capitells ornamentats per decoració vegetal i animal. La façana principal té la porta resolta en arc de mig punt, flanquejada per dues columnes amb capitells. L'arcuació més exterior de les arcuacions cegues que conformen la portalada, està ornamentada amb motius florals, mentre que la línia d'imposta està decorada amb filigranes i motius animals. El campanar és de planta quadrada amb obertures i ornaments iguals als de l'església i coberta a quatre vessants amb teula àrab. Destaca el rellotge situat just al pis inferior al de les campanes.

## Història

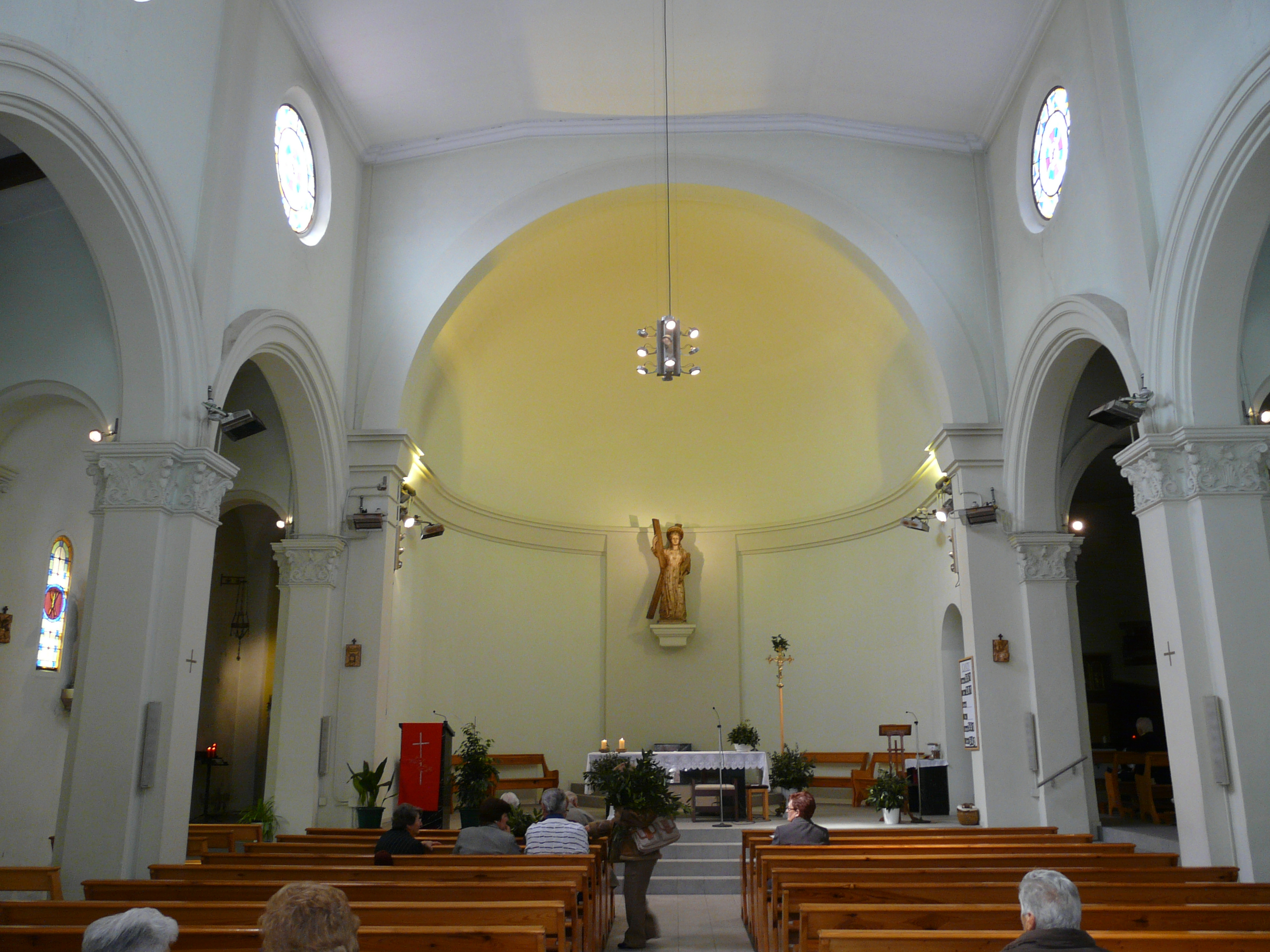
Interior

L'església actual fou inaugurada el 1950 al solar d'una església anterior.
Les primeres obres de l'església parroquial daten del segle xiv. L'ermita de la Salut va deixar de ser la parròquia del terme del castell de Papiol quan Jaume II, atesa la demanada de Galzeran del Papiol, senyor del lloc i del castell, va autoritzar el trasllat de la parròquia al nucli habitat que s'havia format vora el castell. El trasllat s'ha d'entendre en el sentit que, els intents de consolidació del poblament al lloc començaven a reeixir i que ja hi devia haver un incipient nucli agrupat entorn el castell. Com a conseqüència, el Santuari de la Salut va perdre la condició de parròquia.
D'aquesta església, ja reconstruïda durant la segona meitat del s.XVI, i destruïda durant la Guerra Civil es conserven uns contractes entre els obrers de la parròquia i el mestre d'obres Bernat Bos de Vilafranca (1565).
El 1751 s'hi va produir una forta reforma i el temple fou ampliat i s'hi va construir el campanar quadrat. L'ampliació va ser per la part de ponent i s'obria una porta al lloc on hi havia hagut l'altar major, passant aquest a ocupar el pany de paret situada al davant, construint-se el cor adossat a la paret de la façana.
L'any 1936 l'església va ser enderrocada a cop de pic i pala. Les dimensions d'aquesta església eren de 20 metres de llarg, 6 m d'ample central (als quals cal afegir 6 m més que corresponen als 3 de fondària de cada una de les capelles laterals menys la primera entrant a mà dreta que té 4 m i mig.
L'any 1944 es comença la nova església, la qual fou inaugurada l'any 1950. És obra de Josep Ros i Ros i Joan Montero Pazos i el constructor va ser Joan Bou. Es van construir uns pous fins a tocar la roca, que es van omplir de formigó armat i el campanar es va col·locar al costat de la façana principal, on estava anteriorment a la reforma de 1751.